# Alectra aberdarica
Alectra aberdarica är en snyltrotsväxtart som beskrevs av Emilio Chiovenda. Alectra aberdarica ingår i släktet Alectra och familjen snyltrotsväxter. Inga underarter finns listade i Catalogue of Life.